# Alexandra Walsh
Alexandra Walsh (Nashville, 31 luglio 2001) è una nuotatrice statunitense.

## Biografia
È la sorella maggiore della nuotatrice Gretchen Walsh. A partire dal febbraio del 2024 è sponsorizzata da Arena.
Ha vinto la medaglia d'argento nei 200 metri misti alle Olimpiadi estive di Tokyo 2020.

## Palmarès
- Giochi olimpici

Tokyo 2020: argento nei 200m misti.
- Mondiali:

Budapest 2022: oro nei 200m misti, nella 4x200m sl e nella 4x100m misti.
Fukuoka 2023: argento nei 200m misti.
Singapore 2025: argento nei 200m misti.
- Mondiali in vasca corta:

Melbourne 2022: oro nella 4x50m sl, nella 4x100m misti e nella 4x50m misti mista, argento nei 200m misti e nella 4x50m misti, bronzo nella 4x200m sl.
Budapest 2024: oro nella 4x100m misti e nella 4x200m sl, argento nei 200m misti e nella 4x100 misti mista, bronzo nei 200m rana e nella 4x50m misti mista.
- Giochi Panamericani

Lima 2019: oro nei 200m dorso, nei 200m misti e nella 4x200m sl.
- Mondiali giovanili:

Indianapolis 2017: argento nella 4x100m sl.